# Краљ Артур
Краљ Артур (енгл. King Arthur), према легендама, био је краљ Британије. Он је народни јунак, као и централна фигура у средњовековној књижевној традицији познатој као Matter of Britain.
У велшким изворима, Артур је приказан као предводник Брита у биткама против Англосаксонаца крајем 5. и почетком 6. века. Његово име се први пут појављује у два историјска извора из раног средњег века, Annales Cambriae и Historia Brittonum, али ови извори датирају 300 година након периода у којем је наводно живео. Већина историчара који проучавају то доба не сматра Артура историјском личношћу. Његово име се такође појављује у раним велшким песничким изворима, као што је Y Gododdin. Лик Артура развио се кроз велшку митологију, где је понекад приказан као велики ратник који брани Британију од људских и натприродних непријатеља, а понекад као магијска фолклорна фигура, повезана са велшким загробним светом, Ануном.
Легендарни Артур постао је фигура која је привукла пажњу и ван Британије, углавном захваљујући популарности псеудоисторијског дела Historia Regum Britanniae, аутора Џефрија од Монмута из 12. века. Џефри је приказао Артура као краља Британије који је поразио Саксонце и успоставио велико царство. Многи елементи и догађаји који су данас кључни део артуријанских прича први пут се појављују у Џефријевом делу, укључујући Артуровог оца Утера Пендрагона, чаробњака Мерлина, Артурову супругу Гиневру, мач Екскалибур, Артурово зачеће у замку Тинтаџел, његову последњу битку против Мордреда код Камлана и његов вечни починак на острву Авалон. Француски писац из 12. века, Кретјен де Троа, додао је причи елементе као што су лик Ланселота и Свети грал, чиме је започео жанр артуријанских романси, који је постао значајан део средњовековне књижевности. У овим француским причама, наратив се често фокусира на друге ликове, попут Витезова Округлог стола, уместо на самог краља Артура. Теме, догађаји и ликови артуријанских легенди се веома разликују од текста до текста, и не постоји једна канонска верзија. Артуријанска књижевност је процветала током средњег века, али је изгубила популарност у наредним вековима, све док није доживела велики препород у 19. веку. У 21. веку, легенда и даље заузима значајно место, не само у књижевности већ и у адаптацијама за позориште, филм, телевизију, стрипове и друге медије.

## Историјски извори
Вековима је било углавном прихваћено да је Артур био историјска личност, првобитно древни британски војни заповедник, а најраније од раног 12. века, краљ. Међутим, било је много расправа о његовим разним делима, а учењаци и свештеници углавном су одбацивали популарно средњовековно веровање у његову изузетну дуговечност и будући повратак. Од 18. века надаље, воде се академске дебате о историчности Артура, при чему је данас општеприхваћено да је, ако је и постојао било какав историјски лик иза бројних артуријанских легенди, он био потпуно другачији од приказаног у било којој од тих легенди.
Једна школа мишљења, позивајући се на уносе у делима Historia Brittonum (Историја Брита) и Annales Cambriae (Камбријски анали), види Артура као аутентичну историјску личност, римско-британског вођу који се борио против надирућих Англосаксонаца негде крајем 5. и почетком 6. века.
Historia Brittonum, историјска компилација на латинском језику из 9. века, која се у неким каснијим рукописима приписује велшком свештенику по имену Неније, садржи први датирани помен краља Артура, наводећи дванаест битака које је Артур водио. Оне се завршавају битком на Бадонском горју, где је, како се тврди, Артур лично убио 960 људи. Савремене студије доводе у питање поузданост овог дела.
Археолошки докази у Ниским земљама и на територији која ће постати Енглеска показују да је рана миграција Англосаксонаца у Велику Британију била преокренута између 500. и 550. године, што се поклапа са франачким хроникама. Џон Дејвис наводи да је то повезано са победом Брита на Бадонском горју, која се према Ненију приписује Артуру. Такође је речено да су монаси из Гластонберија открили Артуров гроб 1180. године.
Други текст који изгледа подржава тврдње о Артуровом историјском постојању је Annales Cambriae из 10. века, који такође повезује Артура са битком на Бадонском горју. Анали датирају ову битку у период између 516. и 518. године, а такође помињу и битку код Камлана, у којој су убијени и Артур и Медраут (Мордред), а која се датира у период од 537. до 539. године. Ови детаљи често се користе за јачање поверења у извештаје из дела Historia Brittonum и за потврду да је Артур заиста учествовао у бици на Бадонском горју.
Међутим, идентификовани су одређени проблеми при коришћењу овог извора за подршку наводима из дела Historia Brittonum. Најновија истраживања показују да су Annales Cambriae засновани на хроници започетој крајем 8. века у Велсу. Поред тога, сложена текстуална историја овог дела онемогућава било какву сигурност да су артуријански анали додати чак и тако рано. Вероватније је да су додати негде у 10. веку и можда никада нису постојали у ранијим записима. Унос о Бадонском горју вероватно је преузет из дела Historia Brittonum.
Овај недостатак уверљивих раних доказа разлог је због којег многи савремени историчари изостављају Артура из својих извештаја о послеримској Британији. Према мишљењу историчара Томаса Чарлса-Едвардса: „У овој фази истраживања, може се само рећи да је сасвим могуће да је постојао историјски Артур [али ...] историчар још увек не може рећи ништа вредно о њему”. Ова савремена признања незнања релативно су недавни тренд; раније генерације историчара биле су мање скептичне. Историчар Џон Морис је претпостављену владавину Артура учинио организујућим принципом своје историје послеримске Британије и Ирске, под насловом The Age of Arthur (1973). Ипак, имао је мало тога да каже о историјском Артуру.
Делимично као реакција на такве теорије, појавила се друга школа мишљења која је тврдила да Артур никада није ни постојао. Морисова књига The Age of Arthur навела је археолога Ноуела Мајреса да примети: „Ниједна личност на граници историје и митологије није узалуд потрошила више времена историчарима”. Гилдин полемички спис из 6. века De Excidio et Conquestu Britanniae (О пропасти и освајању Британије), написан у периоду у коме је сећање на Бадонско горје још било живо, помиње битку, али не помиње Артура. Артур се не помиње у Англосаксонским аналима нити у било ком сачуваном рукопису написаном између 400. и 820. године. Он је одсутан и у Бединој Црквеној историји енглеског народа из раног 8. века, другом значајном раном извору за историју послеримске Британије, који помиње Бадонско горје. Историчар Дејвид Дамвил написао је: „Мислим да можемо кратко да се отарасимо њега [Артура]. Своје место у нашим историјским књигама дугује школи мишљења 'нема дима без ватре'... Чињеница је да не постоје историјски докази о Артуру; морамо га одбацити из наших историја и, изнад свега, из наслова наших књига”.
Неки научници тврде да је Артур првобитно био измишљени фолклорни јунак — или чак полузаборављени келтски бог — коме су приписана стварна дела из далеке прошлости. Они наводе паралеле са ликовима као што су Хенгист и Хорса из Кента, који су можда били тотемски богови који су касније претворени у историјске личности. Беда је овим легендарним личностима приписао историјску улогу у англосаксонском освајању источне Британије у 5. веку. Чак није сигурно ни да је Артур у раним текстовима сматран краљем. Ни Historia ни Annales га не називају „rex”: прва га назива „dux bellorum” (ратни вођа) и „miles” (војник).
Детаљи приче о Артуру углавном су састављени од велшке митологије, енглеског фолклора и књижевне фикције, а већина савремених историчара који пишу о том периоду не сматра га историјском личношћу. Пошто су историјски извори за британски послеримски период оскудни, дефинитиван одговор на питање о историјском постојању Артура вероватно није могућ. Разна места и локације се доводе у везу са Артуром још од 12. века, али археолози могу поуздано идентификовати имена једино кроз натписе пронађене у несумњивим контекстима. Такозвани „Артуров камен”, откривен 1998. године међу рушевинама замка Тинтаџел у Корнволу, датиран на 6. век, изазвао је краткотрајно интересовање историчара, али се показао ирелевантним. Други докази о Артуру пронађени на натписима, укључујући крст из Гластонберија, доведени су у питање због могућности фалсификовања.
Филолог Ендру Бриз тврди да је Артур био историјска личност која се борила против других Брита у области будуће границе између Енглеске и Шкотске, и тврди да је идентификовао локације његових битака као и место и датум његове смрти (у контексту екстремних временских услова 535–536. године), али његови закључци су спорни. Други стручњаци су довели у питање његове налазе, сматрајући да су засновани на случајним сличностима између имена места. Археолог Николас Хајам прокоментарисао је да је тешко оправдати идентификацију Артура као вође у северним биткама наведеним у делу Historia Brittonum, а истовремено одбацити импликацију из истог дела да су те битке вођене против Англосаксонаца, те да не постоји текстуално оправдање за раздвајање Бадонског горја од осталих битака.
Неколико историјских личности предложено је као основа за Артура, од Луција Арторија Каста, римског официра који је служио у Британији у 2. или 3. веку, до послеримских британских владара као што су Риотам, Амброзије Аурелијан, као и велшки краљеви Овен Дануин, Енион Гирт и Атруис ап Мејриг. Међутим, нису пронађени уверљиви докази за ове идентификације.

## Име
Порекло велшког имена Arthur остаје предмет дебате. Најшире прихваћена етимологија изводи га из римског nomen gentile (породичног имена) Artorius (срп. Арторије). Само име Artorius је нејасне и оспораване етимологије. Лингвиста Стефан Цимер сматра да Artorius можда има келтско порекло, као латинизација хипотетичког имена „Artorījos”, које је заузврат изведено из старијег патронима „Arto-rīg-ios”, што значи „син медвеђег/ратничког краља”. Овај патроним није потврђен, али његов корен, arto-rīg, „медвеђи/ратнички краљ”, јесте извор староирског имена Artrí. Неки научници су предложили да је у овој дебати релевантно то што се име легендарног краља Артура у раним латинским артуријанским текстовима увек појављује као Arthur или Arturus, никада као Artōrius (иако је класично латинско Artōrius постало Arturius у неким дијалектима вулгарног латинског). Други верују да је порекло имена Arthur логично јер би Artōrius постало Art(h)ur приликом позајмљивања у велшки језик.
Друга често предлагана деривација имена Arthur од велшког arth (медвед) + (g)wr (човек), раније Arto-uiros на бритском, није прихваћена међу савременим научницима из фонолошких и ортографских разлога. Значајно је да би бритска сложеница Arto-uiros требало да произведе старовелшко Artgur (где u представља кратак самогласник /u/) и средњевелшко/модерновелшко Arthwr, уместо Arthur (где је u дуг самогласник /ʉː/). У велшкој поезији име је увек написано као Arthur и искључиво се римује са речима које се завршавају на -ur — никада са речима које се завршавају на -wr — што потврђује да други елемент не може бити [g]wr (човек).
Алтернативна теорија, која је стекла само ограничено прихватање међу стручњацима, изводи име Arthur из Arcturus, најсјајније звезде у сазвежђу Волар, близу Великог медведа. Класично латинско Arcturus би такође постало Art(h)ur приликом позајмљивања у велшки, а његова светлост и позиција на небу су навели људе да га сматрају „чуваром медведа” (што је значење овог имена на старогрчком) и „вођом” других звезда у сазвежђу Волар.
Постоје и многе друге теорије, на пример, да име има месапско или етрурско порекло.

## Легенде о Артуровом повратку
Да Артур никада није умро, већ да на неком удаљеном месту чека свој повратак, често у сну, представља централни мотив повезан са артуријанским легендама. Пре 12. века, као нпр. у делу Englynion y Beddau, позивање на непостојање Артуровог гроба указује да се он сматрао неумрлим и бесмртним, али у тој песми нема назнака да се очекивао његов повратак. Од почетка 12. века, неколико извора извештава о популарном веровању у повратак краља Артура, иако је то најчешће представљено критички или подсмешљиво. Његов будући повратак први пут помиње Вилијам од Малмсберија 1125. године: „Али Артуровог гроба нема нигде, због чега антика бајки још увек тврди да ће се он вратити.” У делу De miraculis sanctae Mariae Laudunensis, које је око 1145. године написао француски свештеник и хроничар Ериман од Турнеа, а односи се на догађаје из 1113. године, помиње се бретонско и корнволско веровање да Артур још увек живи.
Године 1191. наводни Артуров гроб је идентификован у опатији Гластонбери. Иако су бројни стручњаци тврдили да је до овог наводног открића дошло због жеље опатије да се истакне са славним гробом, или због жеље плантагенетског режима да стави тачку на легендарну ривалску фигуру која је инспирисала упорни келтски отпор њиховој власти, могуће је и да је то било мотивисано проблематичним очекивањима везаним за Артура у контексту тадашњег хришћанства. Чежња за повратком моћне бесмртне фигуре која ће пред крај времена обновити своју савршену власт није само била у супротности са основним католичким догмама, већ је могла и да угрози суштински фокус на чежњу за повратком Исуса. Ово је додатно погоршано тиме што су приче о Артуру понекад изазивале више емоција него библијске приче. Деценије елитне критике популарног уверења међу иначе побожним католичким Келтима у Британији и Бретањи нису успеле да сузбију ова веровања, док је оркестрирање открића Артурових физичких остатака ефективно елиминисало могућност његовог повратка без отворене критике било чијих веровања. Након открића његовог наводног гроба 1191. године, Артур је постао више фигура народних легенди, приказан како спава у разним удаљеним пећинама широм Британије и на неким другим местима, а понекад и како лута ноћу као дух.

## Средњовековне књижевне традиције
Познати књижевни лик Артура настао је са псеудоисторијом Historia Regum Britanniae (Историја краљева Британије) Џефрија од Монмута, која је написана 1130-их година. Текстуални извори о Артуру обично се деле на оне написане пре Џефријеве Историје (познате као прегалфридијански текстови, према латинском облику Џефријевог имена, Галфрид) и на оне написане након тога, који нису могли избећи његов утицај (галфридијански или постгалфридијански текстови).

### Прегалфридијанске традиције
Најранији књижевни извори о Артуру потичу из велшких и бретонских извора. Било је неколико покушаја да се дефинишу природа и карактер Артура у прегалфридијанској традицији у целини, уместо у појединачном тексту или типу приче. Једно академско истраживање из 2007. године, које је водила Кејтлин Грин, идентификовало је три кључна аспекта приказивања Артура у најранијим материјалима. Први аспект је да је Артур био ратник без премца, ловац на чудовишта и заштитник Британије од свих унутрашњих и спољашњих претњи. Неке од тих претњи биле су људске, као што су Саксонци против којих се бори у делу Historia Brittonum, али већина су натприродне и укључују огромна мачја чудовишта, разорне божанске вепрове, змајеве, људе са псећим главама, дивове и вештице. Други аспект је да је прегалфридијански Артур био фигура фолклора (нарочито топографског или ономастичког фолклора) и локализованих магијских прича о чудесима, вођа групе натприродних јунака који живе у дивљим пространствима. Трећи и последњи аспект је да је рани велшки Артур био блиско повезан са велшким загробним светом, Ануном. С једне стране, он напада утврђења загробног света у потрази за благом и ослобађа њихове затворенике. С друге стране, његова ратна дружина у најранијим изворима укључује бивше паганске богове, а његова жена и поседи јасно потичу из загробног света.
Једна од најпознатијих велшких поетских референци на Артура налази се у збирци јуначких елегијских песама познатој као Y Gododdin (Гододин), која се приписује песнику Анеирину из 6. века. Једна строфа хвали храброст ратника који је убио 300 непријатеља, али каже да, упркос томе, „он није био Артур” – то јест, његова дела не могу се упоредити са Артуровом храброшћу. Y Gododdin је познат само по рукопису из 13. века, па је немогуће утврдити да ли је овај део оригиналан или придодат касније. Мишљење Џона Коха да овај одломак потиче из једне верзије из 7. века или раније сматра се недоказаним; често се предлажу датуми настанка из 9. или 10. века. Неколико песама приписаних Талијесину, песнику из 6. века, такође помиње Артура, иако оне вероватно потичу из периода између 8. и 12. века. Оне укључују: Kadeir Teyrnon (Кнежев престо), која помиње „Благословеног Артура”; Preiddeu Annwn (Пленови Анунa), која описује Артуров поход у загробни свет; Marwnat vthyr pen[dragon] (Елегија Утера Пен[драгона]), која говори о Артуровој храбрости и сугерише однос оца и сина између Артура и Утера, што претходи Џефрију од Монмута.
Други рани велшки артуријански текстови укључују песму из Црне књиге Кармартена под називом Pa gur yv y porthaur? (Ко је чувар капије?). Ова песма има форму дијалога између Артура и чувара капије тврђаве у коју Артур жели да уђе, при чему Артур наводи имена и подвиге себе и својих људи, посебно Кеја и Бедвира. Велшка прозна прича Килхух и Олуена, која потиче од око 1100. године и укључена је у збирку Мабиногион, садржи много дужу листу са више од 200 Артурових људи, мада су Кеј и Бедвир поново у центру пажње. Прича у целини говори о Артуровој помоћи његовом рођаку Килхуху да освоји руку Олвене, ћерке Исбададена, дивовског поглавара, испуњавајући низ наизглед немогућих задатака, укључујући лов на великог полубожанског вепра Турх Труита. Historia Brittonum из 9. века такође се позива на ову причу, где је вепар назван Трој(н)т. На крају, Артур се много пута помиње у велшким Тријадама, збирци кратких сажетака велшких традиција и легенди, које су класификоване у групе од по три повезана лика или епизоде ради лакшег праћења. Каснији рукописи Тријада делимично се ослањају на Џефрија од Монмута и касније континенталне традиције, али најранији не показују такав утицај и обично се сматра да се односе на већ постојеће велшке традиције. Ипак, чак и у њима, Артуров двор је почео да представља легендарну Британију у целини, са изразом „Артуров двор” који понекад замењује „Британско острво”. Иако из дела Historia Brittonum и Annales Cambriae није јасно да ли је Артур уопште сматран краљем, до времена када су написани Килхух и Олуена и Тријаде, он је постао Penteyrnedd yr Ynys hon, „главни господар овога острва”, врховни владар Велса, Корнвола и Севера.
Поред ових прегалфридијанских велшких песама и прича, Артур се појављује у неким другим раним текстовима на латинском језику, поред дела Historia Brittonum и Annales Cambriae. Конкретно, Артур се појављује у неколико познатих житија послеримских светаца, од којих се ниједно данас не сматра поузданим историјским извором (најраније вероватно потиче из 11. века). Према Житију Светог Гилде, које је почетком 12. века написао Карадог од Ланкарфана, каже се да је Артур убио Гилдиног брата Хуеила и спасио своју жену Гвенхуифар из Гластонберија. У Житију Светог Кадока, који је око 1100. године или мало раније написао Лифрис од Ланкарфана, светац пружа заштиту човеку који је убио тројицу Артурових војника, а Артур захтева стадо говеда као накнаду за своје људе. Кадок испуњава захтев, али када Артур преузме говеда, она се претварају у снопове папрати. Слични догађаји описани су у средњовековним биографијама Каранога, Падарна и Еуфлама, вероватно написаним око 12. века. Мање легендарни приказ Артура појављује се у Легенди Светог Гоезновија, за коју се често тврди да датира из раног 11. века (мада најранији рукопис овог текста потиче из 15. века, а текст се данас датира у касни 12. или рани 13. век). Такође су важна позивања на Артура у делу Вилијама од Малмсберија De Gestis Regum Anglorum и Ермановом De Miraculis Sanctae Mariae Laudunensis, који заједно пружају прве сигурне доказе за веровање да Артур није заправо мртав и да ће се у неком тренутку вратити, што је тема која се често понавља у постгалфридијанском фолклору.

### Џефри од Монмута
Historia Regum Britanniae Џефрија од Монмута, завршена око 1138. године, садржи први наративни опис Артуровог живота. Ово дело је маштовит и фантастичан приказ британских краљева, од легендарног тројанског избеглице Брута до велшког краља Кадваладера из 7. века. Џефријева верзија смешта Артура у исто послеримско доба као и Historia Brittonum и Annales Cambriae. Према његовој причи, Артур је потомак Константина Великог. Џефри спомиње Артуровог оца Утера Пендрегона, његовог саветника чаробњака Мерлина, као и причу о Артуровом зачећу, према којој је Утер, Мерлиновом магијом прерушен у свог непријатеља Горлоиса, спавао са Горлоисовом супругом Игерном (Игрејн) у Тинтаџелу, при чему је зачет Артур. По Утеровој смрти, петнаестогодишњи Артур га наслеђује као краљ Британије и води низ битака, сличних онима из Historia Brittonum, које кулминирају битком код Бата. Он затим побеђује Пикте и Шкоте пре него што створи царство освајањем Ирске, Исланда и Оркнијских острва. После дванаест година мира, Артур шири своје царство, освајајући Норвешку, Данску и Галију. Галија је током освајања још увек под римском влашћу, а Артурова победа доводи до новог сукоба са Римским царством. Артур и његови ратници, укључујући Кеја, Бедуера (Бедвира) и Гвалгвана (Гавејна), побеђују римског цара Луција Тиберија у Галији, али током припрема да крене на Рим, Артур добија вест да је његов нећак Модред (Мордред) — ког је оставио да управља Британијом — оженио његову супругу Гвенхуару (Гиневру) и преузео престо. Артур се враћа у Британију и побеђује и убија Модреда на реци Камблам у Корнволу, али бива смртоносно рањен. Он предаје круну свом рођаку Константину и одведен је на острво Авалон да излечи своје ране.
Колики је део овог наратива био Џефријева властита измишљотина, остаје предмет расправе. Чини се да је користио списак Артурових дванаест битака против Саксонаца, који се налази у Historia Brittonum из 9. века, као и битку код Камлана из Annales Cambriae, уз идеју да је Артур још увек жив. Артуров статус као краља целе Британије чини се да је позајмљен из прегалфридијанске традиције, која се може наћи у Килхуху и Олуени, велшким Тријадама и житијима светаца. Коначно, Џефри је позајмио многа имена за Артурове поседе, блиску породицу и сапутнике из прегалфридијанске велшке традиције, као што су Кеј, Бедуер (Бедуир), Гвенхуара (Гиневра), Утер (Утир), а можда и Калибурн (Каледвулх), који је постао Екскалибур у каснијим артуријанским причама. Међутим, иако су имена, кључни догађаји и титуле можда били позајмљени, Бринли Робертс је тврдио да „артуријански део представља Џефријеву књижевну креацију и не дугује ништа претходним наративима”. Џефри је велшког Медраута претворио у издајничког Модреда, иако није било трага таквог негативног карактера у велшким изворима све до 16. века. Данас је опште прихваћено да је Џефријево дело највећим делом фиктивно, а академска мишљења често одјекују каснијим коментаром Вилијама од Њубурга из 12. века који је рекао да је Џефри „измислио” своју Историју, можда из „неумерене љубави према лажима”. Историчар Џефри Еш један је од оних који се не слажу са овим ставом, верујући да је Џефријев наратив делимично изведен из неког изгубљеног извора који говори о делима британског краља из 5. века по имену Риотам, као и да је овај лик био оригинални Артур, иако историчари и келтисти не желе да прихвате Ешове закључке.
Без обзира на његове изворе, огромна популарност Џефријевог дела не може се порећи. Познато је да је преживело више од 200 рукописних копија Џефријевог дела на латинском, као и преводи на друге језике. На пример, постоји 60 рукописа дела Brut y Brenhinedd, велшке верзије Џефријеве Историје, од којих су најстарији настали у 13. веку. Стара претпоставка да неке од ових велшких верзија заправо чине основу Џефријеве Историје, коју су предложили антиквари као што је Луис Морис из 18. века, давно је одбачена у академским круговима. Као резултат ове популарности, Џефријево дело имало је огроман утицај на на каснији развој артуријанске легенде. Иако није била једини креативни фактор иза артуријанских романси, многи њени елементи су позајмљивани и развијани (нпр. Мерлин и коначна Артурова судбина), а пружила је историјски оквир у који су присци романси смештали приче о магичним и чудесним авантурама.

### Традиције романси
Краљ Едвард I је током освајања Велса покушао да краља Артура представи као фундаментално енглеског јунака. Завршетак освајања био је један од фактора који су скренули пажњу приповедача са велшких корена оригиналних артуријанских прича.
Популарност Џефријеве Историје и других дела изведених из ње (попут Вејсовог Романа о Бруту) довела је до појаве значајног броја нових артуријанских дела у континенталној Европи током 12. и 13. века, посебно у Француској. Међутим, она није била једино дело које је утицало на развој артуријанских легенди. Постоје јасни докази да су Артур и артуријанске приче били познати на континенту и пре него што је Џефријево дело постало широко познато (примера ради, на архиволту Катедрале у Модени су изрезбарене артуријанске фигуре), а „келтска” имена и приче које се не налазе у Џефријевој Историји појављују се у артуријанским романсама. Можда је најзначајнији утицај овог великог таласа нових артуријанских прича био на улогу самог краља: велики део ове литературе из 12. века и касније више се фокусира на ликове попут Ланселота и Гиневре, Персивала, Галахада, Гавејна, Ивејна и Тристана и Изолде него на самог Артура. Док се Артур налазио у центру прегалфридијанских дела и саме Џефријеве Историје, у романсама он постаје споредан лик. Његов лик се такође значајно мења. У најранијим материјалима и код Џефрија он је велики и неустрашив ратник који се смеје док лично убија вештице и џинове и предводи своје војне кампање, док у континенталним романсама постаје roi fainéant („краљ који ништа не ради”), чија „неактивност и попустљивост представљају централни недостатак његовог иначе идеалног друштва”. У тим делима Артурова улога често је улога мудрог, достојанственог, сталоженог, донекле благог и понекад слабог монарха. Овде, он једноставно пребледи и утихне када сазна за Ланселотову аферу са Гиневром у делу Mort Artu, док у причи Ивејн, или витез с лавом не може да остане будан након гозбе и мора да се повуче да одрема. Ипак, како је Норис Џ. Лејси приметио, ма какве мане и слабости Артур могао имати у овим артуријанским романсама, „његов престиж никада — или готово никада — није угрожен његовим личним слабостима ... његов ауторитет и слава остају нетакнути.”
Артур и његова свита појављују се у неким леима Марије Францускиње, али су дела другог француског песника, Кретјена де Трое, имала највећи утицај на развој Артуровог лика и легенде. Кретјен је написао пет артуријанских романси између 1170. и 1190. године. Ерек и Енида и Клижес су приче о дворској љубави са Артуровим двором као позадином, које демонстрирају одмак од јуначког света велшког и галфридијанског Артура, док Ивејн, или витез с лавом приказује Ивејна и Гавејна у натприродној авантури, док је Артур у великој мери остављен по страни и ослабљен. Међутим, најзначајнија дела за развој артуријанске легенде су Ланселот, или витез на таљигама, који уводи лик Ланселота и његову аферу са Артуровом краљицом Гиневром, проширујући и популаризујући понављајућу тему Артура као превареног мужа, и Парсифал, или легенда о Светом гралу, који уводи Свети грал и краља Рибара, а опет даје Артуру знатно смањену улогу. Кретјен је тако био „кључан и у разради артуријанске легенде и у успостављању идеалног облика за њено ширење”, а велики део онога што је дошло након њега у погледу приказа Артура и његовог света градио се на темељима које је он поставио. Парсифал, иако недовршен, био је нарочито популаран: четири одвојена наставка ове песме појавила су се током наредних педесет година, при чему су идеје о Гралу и потрази за њим развијали други писци, попут Робера де Борона, што је додатно убрзало маргинализовање Артура у континенталним романсама. Слично томе, Ланселот и његова прељуба са Гиневром постали су један од класичних мотива артуријанске легенде, иако је Ланселот из прозног Ланселота (око 1225) и каснијих текстова био комбинација Кретјеновог лика и оног Улриха фон Цацикхофена у делу Lanzelet. Чак се чини да се Кретјеново дело рефлектује назад на велшка артуријанска предања, а као резултат тога Артур из романси почео је да замењује херојског, активног Артура у велшкој књижевној традицији. Посебно значајне у овом развоју биле су три велшке артуријанске романсе, које су веома сличне Кретјеновим, иако са значајним разликама: Овејн, или Госпа од Извора повезана је са Кретјеновим Ивејном; Герент и Енида, са Ереком и Енидом; и Передир, син Еврауга, са Парсифалом.
До око 1210. године, континенталне артуријанске романсе изражаване су првенствено кроз поезију; након те године, приче су почеле да се приповедају у прози. Најзначајнија од ових прозних романси из 13. века била је Вулгатски циклус (познат и као циклус Ланселот-Грал), серија од пет прозних дела на старофранцуском језику, написаних у првој половини тог века. Ова дела су: Estoire del Saint Grail (Прича о Светом гралу), Estoire de Merlin (Прича о Мерлину), Lancelot propre (прозни Ланселот, који је сам чинио половину целог Вулгатског циклуса), Queste del Saint Graal (Потрага за Светим гралом) и Mort Artu (Смрт Артурова), која заједно формирају прву кохерентну верзију целокупне артуријанске легенде. Овај циклус је наставио тренд смањивања улоге коју Артур игра у сопственој легенди, делимично увођењем лика Галахада и проширењем улоге Мерлина. Такође је начинио Мордреда као резултат инцестуозне везе између Артура и његове сестре Моргозе и утврдио улогу Камелота, први пут споменутог у пролазу код Кретјена у Ланселоту, као Артуровог главног двора. Ову серију текстова убрзо је пратио Поствулгатски циклус (око 1230–40), чији је део и Suite du Merlin (Наставак о Мерлину), који је значајно умањио важност Ланселотове афере са Гиневром, али је наставио да маргинализује Артура и фокусирао се више на потрагу за Гралом. Као такав, Артур је постао још мање значајан лик у овим француским прозним романсама; у самом Вулгатском циклусу он се значајно појављује само у причама Estoire de Merlin и Mort Artu. Током овог периода, Артур је постао један од Деветорице достојних, групе од три паганска, три јеврејска и три хришћанска примера витештва. Ови јунаци су први пут наведени у делу Voeux du Paon Жака де Лонгијона 1312. године и касније су постали честа тема у књижевности и уметности.
Развој средњовековног артуријанског циклуса и лика „Артура из романси” кулминирао је делом Томаса Малорија, Смрт Артурова, која приповеда целокупну легенду у једном делу на енглеском језику крајем 15. века. Малори је своју књигу — првобитно насловљену као Цела књига о краљу Артуру и његовим племенитим витезовима Округлог стола — засновао на разним претходним верзијама романси, посебно на Вулгатском циклусу, и чини се да је тежио стварању свеобухватне и ауторитативне збирке артуријанских прича. Можда као резултат тога, као и чињенице да је Смрт Артурова била једна од најраније штампаних књига у Енглеској, коју је 1485. објавио Вилијам Какстон, већина каснијих артуријанских дела произилази из Малоријеве књиге.

## Опадање, оживљавање и савремена легенда

### Књижевност након средњег века
Крај средњег века донео је опадање интересовања за краља Артура. Иако је Малоријева књига била популарна, све више је почело да се сумња у историјску тачност оквира у којем су биле смештене артуријанске романсе – који је установљен још у време Џефрија од Монмутa – па је тако, на пример, Полидор Вергилије, хуманиста из 16. века, познато одбацио тврдњу да је Артур био владар послеримског царства, која се налази у постгалфридијанској „хроничарској традицији”, на ужас велшких и енглеских антиквара. Друштвене промене повезане са крајем средњег века и ренесансом такође су допринеле да лик Артура и његова легенда изгубе део своје снаге да плене публику, те је резултат тога био да је 1634. штампано последње издање Малоријевое Смрти Артурове за скоро 200 година. Краљ Артур и артуријанска легенда нису били потпуно напуштени, али све до почетка 19. века ова материја је била све мање схватана озбиљно и често је коришћена једноставно као тема за алегорије о политици 17. и 18. века. Тако су епови Ричарда Блекмора Принц Артур (1695) и Краљ Артур (1697) приказивали Артура као алегорију за борбе Вилијама III против Џејмса II. Слично томе, најпопуларнија артуријанска прича у овом периоду чини се да је била она о Томи Палчићу, која је прво била испричана кроз мале књиге (енгл. chapbooks), а касније кроз политичке драме Хенрија Филдинга; иако је радња јасно смештена у артуријанску Британију, обрада је хумористична и Артур се појављује као примарно комична верзија свог лика из романси. Семи-опера Краљ Артур Џона Драјдена још увек се изводи, углавном захваљујући музици Хенрија Персела, иако ретко у нескраћеној верзији.

### Тенисон и оживљавање легенде
У раном 19. веку, медијевализам, романтизам и неоготика поново су пробудили интересовање за Артура и средњовековне романе. Нови етички код за џентлмене 19. века обликован је око витешких идеала које је отелотворио „Артур из романси”. Ово обновљено интересовање први пут се осетило 1816, када је Малоријева Смрт Артурова поново штампана по први пут од 1634. године. Испрва, средњовековне артуријанске легенде биле су од посебног интереса за песнике, инспиришући, на пример, Вилијама Вордсворта да напише Египатску девојку (1835), алегорију о Светом гралу. Најистакнутији међу њима био је Алфред Тенисон, чија је прва артуријанска песма Госпа од Шалота објављена 1832. године. Артур је имао мању улогу у неким од ових дела, следећи традицију средњовековних романси. Тенисоново артуријанско дело достигло је врхунац популарности са циклусом песама Idylls of the King, који је преправио целокупни наратив о Артуровом животу за викторијанско доба. Први пут је објављен 1859. и продао је 10.000 примерака у првој недељи. У овом делу, Артур је постао симбол идеалне мужевности који је на крају, кроз људску слабост, пропао у настојању да успостави савршено царство на земљи. Тенисонова дела подстакла су велики број имитатора, генерисала значајан јавни интерес за легенде о Артуру и самог Артура, и довела Малоријеве приче до шире публике. Прва модернизација Малоријеве велике компилације Артурових прича објављена је 1862. године, недуго након појављивања Idylls-а, а уследило је још шест издања и пет конкурената пре него што је век завршен.
Ово интересовање за „Артура из романси” и повезане приче настављено је током 19. века и у 20. век, и утицало је на песнике као што су Вилијам Морис и прерафаелитске уметнике, укључујући Едварда Берн-Џоунса. Чак је и хумористичка прича о Томи Палћићу, која је била главна манифестација Артурове легенде у 18. веку, преправљена након објављивања Idylls-а. Док је Тома задржао свој низак раст и остао комична фигура, његова прича је сада укључивала више елемената из средњовековних артуријанских романси, а Артур се у овим новим верзијама третира озбиљније и историјски. Нове артуријанске романсе такође су се показале утицајне у Сједињеним Америчким Државама, где је књига The Boy's King Arthur (1880) Сиднија Ланијера достигла широку публику и пружиле инспирацију за сатиру Марка Твена Јенки на двору краља Артура (1889). Иако је „Артур из романси” понекад био централни лик у овим новим артуријанским делима (као што је био у Артуровом сну у Авалону Берн-Џоунса), у другим случајевима се вратио на своје средњевековно место, па је или маргинализован или чак у потпуности изостављен, при чему Вагнерова артуријанска опера Парсифал представља познат пример потоњег случаја. Штавише, обнова интересовања за Артура и артуријанске приче није настављена без прекида. До краја 19. века, она је била углавном ограничена на имитаторе прерафаелита, и није могла да избегне утицај Првог светског рата, који је нарушио репутацију витештва и тиме интересовање за његове средњовековне манифестације и Артура као витешког узора. Међутим, традиција романси остала је довољно снажна да убеди Томаса Хардија, Лоренса Биниона и Џона Мејсфилда да напишу сопствене артуријанске драме, а Т. С. Елиота да алудира на мит о Артуру (али не и самог Артура) у својој песми Пуста земља, која помиње краља Рибара.
- Мерлин и Вивијан; илустрација Гистава Дореа из 1868. за књигу Idylls of the King лорда Алфреда Тенисона
- Краљ Артур (1903); слика Чарлса Ернеста Батлера
- Насловна илустрација Н. К. Вајета из 1922. за књигу The Boy's King Arthur

### Савремена легенда
У другој половини 20. века, утицај романескне традиције о Артуру наставио се кроз романе као што су Краљ бивши и будући (1958) Т. Х. Вајта, Кристална пећина (1970) Мери Стјуарт и њена четири наставка, трагикомични Arthur Rex Томаса Бергера и Магле Авалона Мерион Цимер Бредли (1982), уз стрипове као што је Принц Валијант (од 1937). Тенисон је прилагођавао романескне приче о Артуру како би одговарале и коментарисале проблеме његовог времена, а исто се често дешава и са модерним обрадама. Прва три артуријанска романа Мери Стјуарт постављају чаробњака Мерлина као централни лик, а Кристална пећина је приповедана у првом лицу из Мерлинове перспективе, док се прича Бредлијеве бави феминистичким приступом Артуру и његовој легенди, за разлику од наратива о Артуру који се налазе у средњовековним предањима. Амерички аутори често адаптирају причу о Артуру како би била усклађена са вредностима као што су једнакост и демократија. У роману Џона Купера Поуиса Porius: A Romance of the Dark Ages (1951), смештеном у Велс 499. године, непосредно пре инвазије Саксонаца, Артур, цар Британије, само је мањи лик, док су Мирдин (Мерлин) и Нинеу, Тенисонова Вивијен, главне фигуре. Мирдинов нестанак на крају романа је „у традицији магичне хибернације када краљ или маг напушта свој народ због неког острва или пећине да би се вратио у повољније или опасније време”. Поуисов ранији роман A Glastonbury Romance (1932) бави се Светим гралом и легендом да је Артур сахрањен у Гластонберију.
Романескни Артур постао је популаран и за филмске и позоришне адаптације. Вајтов роман је адаптиран у сценски мјузикл Камелот (1960) Лернера и Лоуа, као и Дизнијев анимирани филм Мач у камену (1963); Камелот, са својим фокусом на љубав Ланселота и Гиневре и Артурово понижење, сам је претворен у истоимени филм 1967. године. Романескна традиција о Артуру посебно је видљива у критички цењеним филмовима као што су Ланселот од Језера (1974) Робера Бресона, Парсифал Галски (1978) Ерика Ромера и Екскалибур (1981) Џона Бурмана; такође је главни извор легенде коришћен у артуријанској пародији Монти Пајтон и Свети грал (1975).
Препричавања и поновна замишљања романескне традиције нису једини важан аспект модерне легенде о краљу Артуру. Појавили су се и покушаји да се Артур прикаже као аутентична историјска фигура из око 500. године, одбацујући „романсе”. Како су Тејлор и Бруер приметили, овај повратак средњовековној „хроничарској традицији” Џефрија од Монмута и делу Historia Brittonum новији је тренд који је постао доминантан у артуријанској књижевности у годинама након избијања Другог светског рата, када је Артуров легендарни отпор германским непријатељима изазвао одјек у Британији. Серија радио-драма Клеменс Дејн The Saviours (1942) користила је историјског Артура да отелотвори дух херојског отпора против очајничких изгледа, а драма Роберта Шерифа The Long Sunset (1955) приказује Артура како покреће римско-британски отпор против германских освајача. Овај тренд постављања Артура у историјски контекст такође је очигледан у историјским и фантазијским романима објављеним током овог периода.
Артур је такође коришћен као модел за модерно понашање. Тридесетих година 20. века, у Британији је основан Ред витезова Округлог стола како би промовисао хришћанске идеале и артуријанске појмове средњовековног витештва. У Сједињеним Америчким Државама, стотине хиљада дечака и девојчица придружило се артуријанским омладинским групама, као што су Витезови краља Артура, у којима су Артур и његове легенде промовисани као здрави узори. Међутим, Артурова дифузија у модерној култури превазилази такве артуријанске подухвате, са именима повезаним са Артуром која се редовно додељују објектима, зградама и местима. Како је Норис Џ. Лејси приметио: „Популарна представа о Артуру изгледа да је ограничена, што није изненађујуће, на неколико мотива и имена, али нема сумње у обим у којем је легенда настала пре много векова дубоко укорењена у модерној култури на свим нивоима.”